# Vérité historique
Pour les articles homonymes, voir Vérité (homonymie).

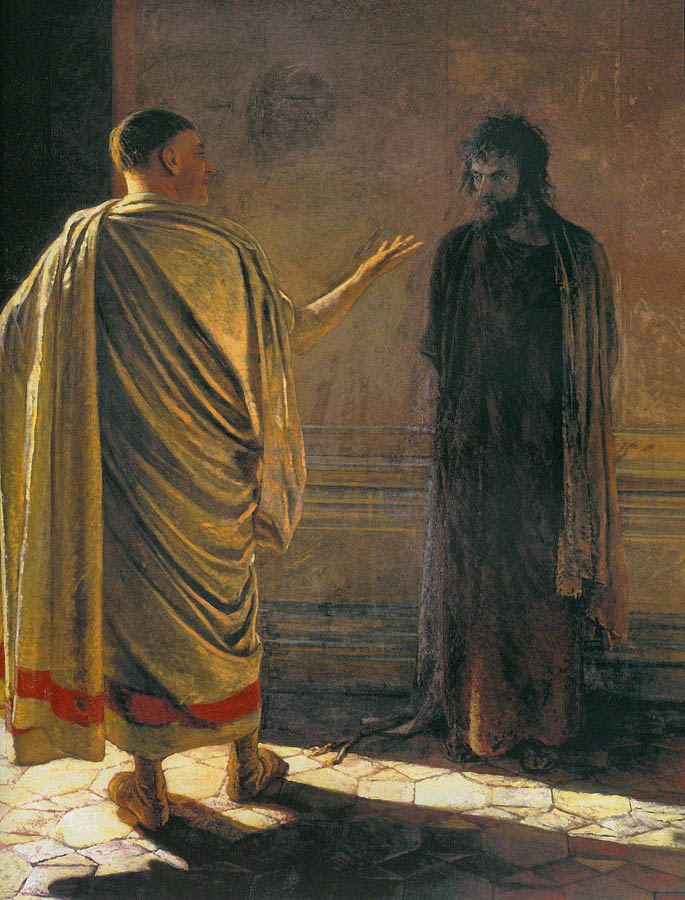
Le Christ et Pilate - La Vérité? Qu'est ce que la Vérité ?, toile de Nikolaï Gay.

La vérité historique est le principal objectif recherché par l'historien : « l'histoire [...] cherche seulement à montrer comment les choses ont vraiment été » écrit Leopold von Ranke. L'historiographie permet de suivre les évolutions des méthodes appliquées par les historiens pour atteindre cet objectif. Finalement, à la fin du XXe siècle, un scepticisme émerge chez certains auteurs, doutant que la notion de vérité existe en histoire, alors que d'autres soulignent que la méthodologie historique assure aux historiens de détenir un savoir vérifié, même s'il ne l'est que partiellement, et relativement au présent de l'historien (au rôle social attribué à l'histoire ; aux problématiques posées par l'historien, toujours influencées par son présent).

## Historique

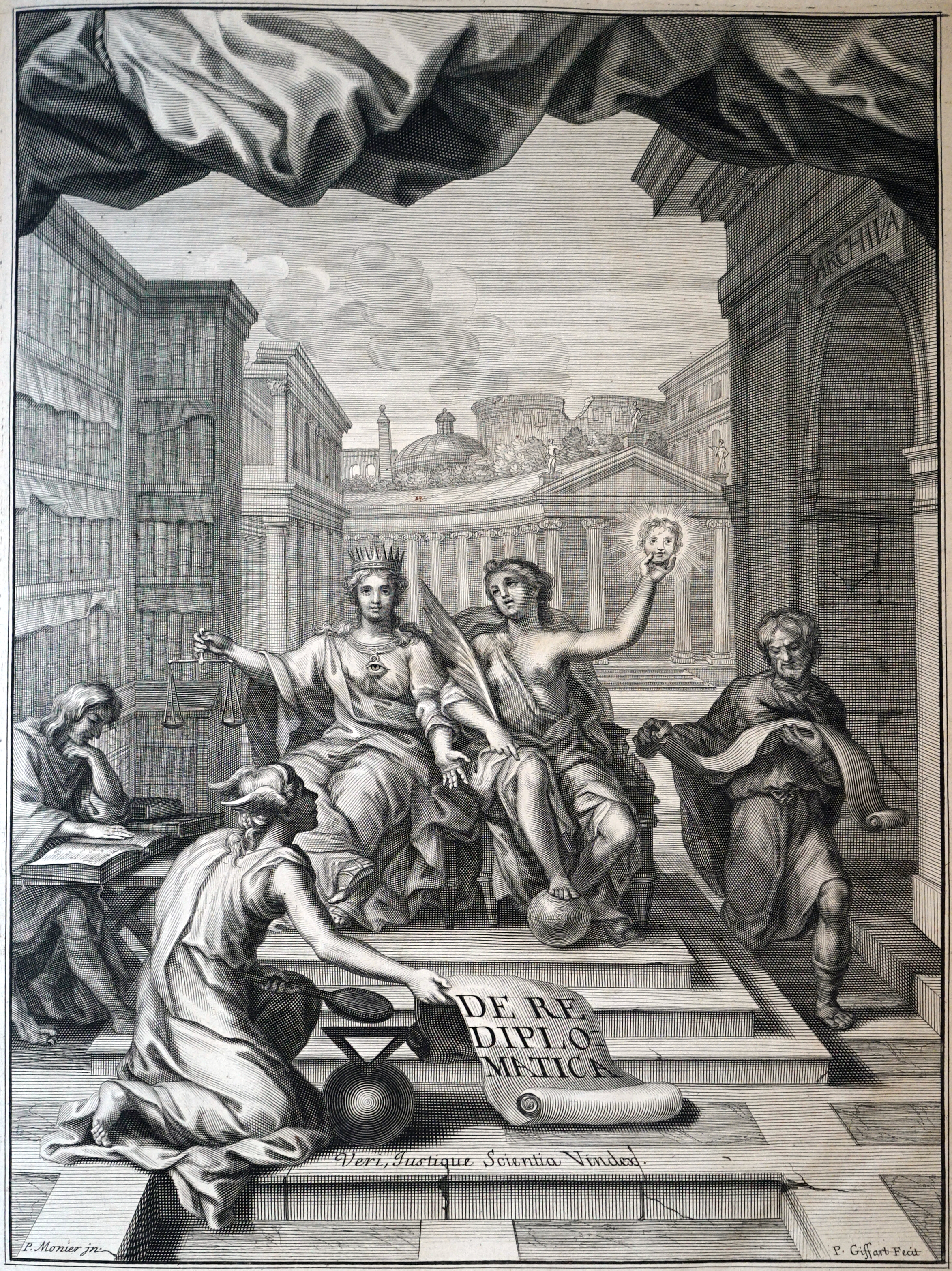
Allégorie de la Justice et la Vérité ayant au pied la Diplomatique, dans le De re diplomatica de Mabillon, bibliothèque Carnegie (Reims).

Hérodote, déclarant « voici l'exposé de l'enquête [...] pour empêcher que les actions accomplies par les hommes ne s'effacent avec le temps », est reconnu comme le père fondateur de l'histoire. Il partage avec son contemporain Thucydide l'idée que le récit, pour être véridique, doit être écrit par un contemporain, voire un témoin des faits relatés, et que ceux-ci se doivent d'être dignes de mémoire, exceptionnels ou singuliers. Cette ligne de conduite sera tenue également par les auteurs de la Rome antique.
Le christianisme fera du récit historique une proclamation de l'intervention de Dieu dans l'histoire humaine, lui donnant ainsi un sens, une signification. De saint Augustin (IVe siècle) à Bossuet (XVIIe siècle), cette conception de l'histoire a été ensuite un repoussoir pour le XVIIIe siècle. À partir du XIIe siècle, aux écrits de moines imprégnés de théologie se mêlent des écrits de lettrés aux services d'États, produisant aussi des hagiographies fondées sur des documents d’authenticité incertaine : « les historiens du Moyen Âge ne critiquaient pas des témoignages ; ils pesaient les témoins ».
À la Renaissance, sous la pression des controverses religieuses cherchant à s'appuyer sur des documents anciens et de la volonté des États de s'affirmer en puisant leur légitimité à partir de leurs archives, s'ébauche une critique des documents. La première date symbolique est 1440, où Lorenzo Valla, par des observations de type philologique sur le latin et la mise en évidence d'anachronismes, montre que la Donation de Constantin est un faux antidaté de plusieurs siècles. Les archives d'États se constituent, l'érudition se développe, et la critique méthodique des documents s'affine : en 1681, Dom Mabillon fonde la paléographie par la publication de son ouvrage De re diplomatica. C'est l'époque des antiquaires-érudits, connaisseurs critiques des documents antiques, alors que les historiens sont des littérateurs moins soucieux de précision : leurs sujets peuvent être communs, mais leurs publics sont différents. La critique des sources s'élabore, les règles de leur interprétation ne sont pas posées.
Après 1750, la conception cyclique du temps, qui prévalait depuis le Moyen Âge, est abandonnée au profit d'une conception linéaire, sous-tendue par l'idée de progrès, de processus : le passé n'est plus un simple réservoir d'exemples pour l'avenir, c'est une réalité que l'on peut connaitre comme les sciences naturelles connaissent la nature. De Voltaire à Condorcet, les philosophes parlent de « science de l'histoire », « philosophie de l'histoire », et, tout en l'utilisant, ils discréditent l'érudition qu'ils assimilent à une démarche cumulative liée à la théologie, en affirmant que l'histoire est l'histoire du progrès de l'esprit humain. En 1775, Johann Georg Büsch distingue trois époques (« Ancienne », « moyenne » et « moderne »), puis la Révolution française sera souvent admise comme date de changement d'époque ; par exemple Leopold von Ranke admet les deux dates 1492 et 1789 comme séparations entre époques différentes.
Le XIXe siècle voit apparaitre progressivement le « métier d'historien » (défini pour la première fois en 1821 par Wilhelm von Humboldt), tant au niveau des méthodes systématiques, qui tirent plus parti des travaux des érudits (la méthode historique est exposée dès le début du siècle par Barthold Georg Niebuhr), que des conditions matérielles de travail favorisant l'existence d'une communauté d'historiens (généralisation progressive de l'enseignement de l'histoire, créations de chaires dans les universités, succès en librairies en France particulièrement). À partir de 1880, le positivisme triomphe, l'objectivité absolue, éloignée de toute spéculation philosophique, est alors visée : l'histoire est censée atteindre la vérité et faire revivre le passé.
Dès la fin du XIXe siècle, les historiens seront dépassés par plus scientifiques qu'eux : les géographes, les économistes, les démographes, puis les sociologues. Après la Première Guerre mondiale, les questions abordées par les historiens changent nettement de celles de leurs prédécesseurs, même pour l'étude d'une même époque. Les historiens s'ouvrent aux nouvelles sciences sociales, en 1900 la Revue de synthèse cherche à les rapprocher, en 1929 Lucien Febvre et Marc Bloch créent la revue Annales d'histoire économique et sociale : l'histoire se veut « totale », c'est-à-dire englobant tous les angles d'approches. Après la Seconde Guerre mondiale, Ernest Labrousse propose des analyses toujours plus soci0-économiques, basées sur de nouvelles études quantitatives à partir d'archives, et avance ainsi de nouvelles causalités liant les mentalités, les contraintes économiques et les événements politiques. La diversité des approches, et des faits relatés, amènent les historiens à souligner que le fait historique est construit suivant la méthode historique, et qu'il ne peut être dégagé des documents sans une question posée par l'historien ; et cette question de l'historien lui vient de sa vie sociale (et intime), voire de la fonction sociale de l'histoire. Par exemple, sous la Troisième République, l'investissement de nombre d'historiens dans l'étude de Démosthène et de la résistance d'Athènes à Philippe de Macédoine se comprend à partir de l'analogie avec Bismarck comme roi conquérant et la République française dans le rôle de la cité grecque ; de manière plus générale, les questions des historiens depuis le Moyen Âge peuvent être mises en parallèle avec les problématiques qui leur étaient contemporaines. La vérité historique, déjà éparpillée par la multiplicité des approches possibles, l'est plus encore par l'infini des questions possibles, mais elle reste encadrée par la méthode historique, si celle-ci est appliquée avec impartialité.
Dans les années 1970, des doutes sont formulés quant au rôle de l'histoire par des relectures souvent marxistes, parfois structuralistes ou inspirées de Michel Foucault et Jacques Derrida ; aussi bien en France qu'en Angleterre, Allemagne et aux États-Unis (Edward Thompson, Perry Anderson, Reinhart Koselleck, Hans-Ulrich Wehler, Jürgen Kocka, etc). Cette matière universitaire serait une manière de soumettre le peuple, d'exercer le pouvoir de dire le passé au sein des rapports sociaux ou de classes ; les historiens seraient lancés dans une course au pouvoir universitaire, entre eux et contre les autres tenants des autres sciences sociales. Par exemple, le rôle des historiens du Moyen Âge était principalement de légitimer, par le passé et Dieu, l'état présent où rois et religions se partageaient le pouvoir ; au XIXe siècle, le travail des historiens et des enseignants était d'éduquer le peuple au respect de la nation, ou, dit autrement, de faire son éducation civique ; les statistiques sociales et économiques cherchent à convaincre que l'État a les meilleurs outils pour dire la vérité et régler les problèmes ; les arguments peaufinés depuis plusieurs siècles serviraient à ces luttes de pouvoirs ; etc. Ces doutes formulés, les historiens ont continué à travailler, considérant en général que ces prises de conscience sont des progrès dont il faut tenir compte, sachant que, comme l'histoire exige des preuves, elle ne se limite pas à être un outil des jeux de pouvoirs.